# Octavia Spencer
Octavia Lenora Spencer (Montgomery, 25 maggio 1970) è un'attrice statunitense, vincitrice dell'Oscar alla miglior attrice non protagonista per la sua interpretazione nel film The Help.

## Biografia

### Infanzia e formazione
Octavia nasce a Montgomery come sesta di sette figli. La sua famiglia è in stato di povertà viste le professioni umili che svolgono entrambi i suoi genitori (ferroviere e domestica), spesso sottopagati, visti i lasciti che gli anni '60 hanno lasciato nel razzista Stato del Sud dell'Alabama. L'infanzia di Octavia si rivela tuttavia felice, fino a quando suo padre muore quando lei ha 13 anni, mentre sua madre Dellsena quando ne ha 18.
Da adolescente scopre di essere dislessica, ma questo non le impedisce di laurearsi con il massimo dei voti presso l'Università di Auburn in Alabama.

### Gli inizi
Accreditata in molti film come Octavia L. Spencer, l'attrice inizia lavorando nel 1990 come stagista sul set di La lunga strada verso casa, un film con protagonista Whoopi Goldberg. Nel 1997, si trasferisce a Los Angeles su consiglio dell'amico Tate Taylor, suo collaboratore e futuro regista di The Help, film in cui poi Spencer reciterà nel 2011.
Ad LA, dopo aver esordito in un piccolissimo ruolo nello spettacolo teatrale The Love, debutta nel 1996 nel ruolo di un'infermiera nel film di Joel Schumacher Il momento di uccidere, tratto dall'omonimo romanzo di John Grisham, successivamente prende parte a film come Mai stata baciata, Essere John Malkovich, Spider-Man, Una bionda in carriera e Babbo bastardo. Nel 2003 recita al fianco di Allison Janney nel pluripremiato cortometraggio Chicken Party, diretto dall'amico d'infanzia Tate Taylor. In seguito appare in molte serie televisive, come Medium, The Big Bang Theory, NYPD Blue e Mom.
Nel 2008 appare nel film di Gabriele Muccino Sette anime, mentre l'anno seguente recita in Halloween II di Rob Zombie. Nel 2011 viene diretta nuovamente dall'amico Tate Taylor in The Help, tratto dal romanzo di Kathryn Stockett L'aiuto, per la cui interpretazione vince un Golden Globe, un SAG Award e un BAFTA Award e il 26 febbraio 2012 vince l'Oscar alla miglior attrice non protagonista. In seguito al successo di questa sua prima collaborazione con Tate Taylor, la Spencer torna a lavorare con lui in Get on Up, biopic sulla vita di James Brown, e Ma; in quest'ultimo lavoro Octavia è per la prima volta protagonista in un film thriller\horror.

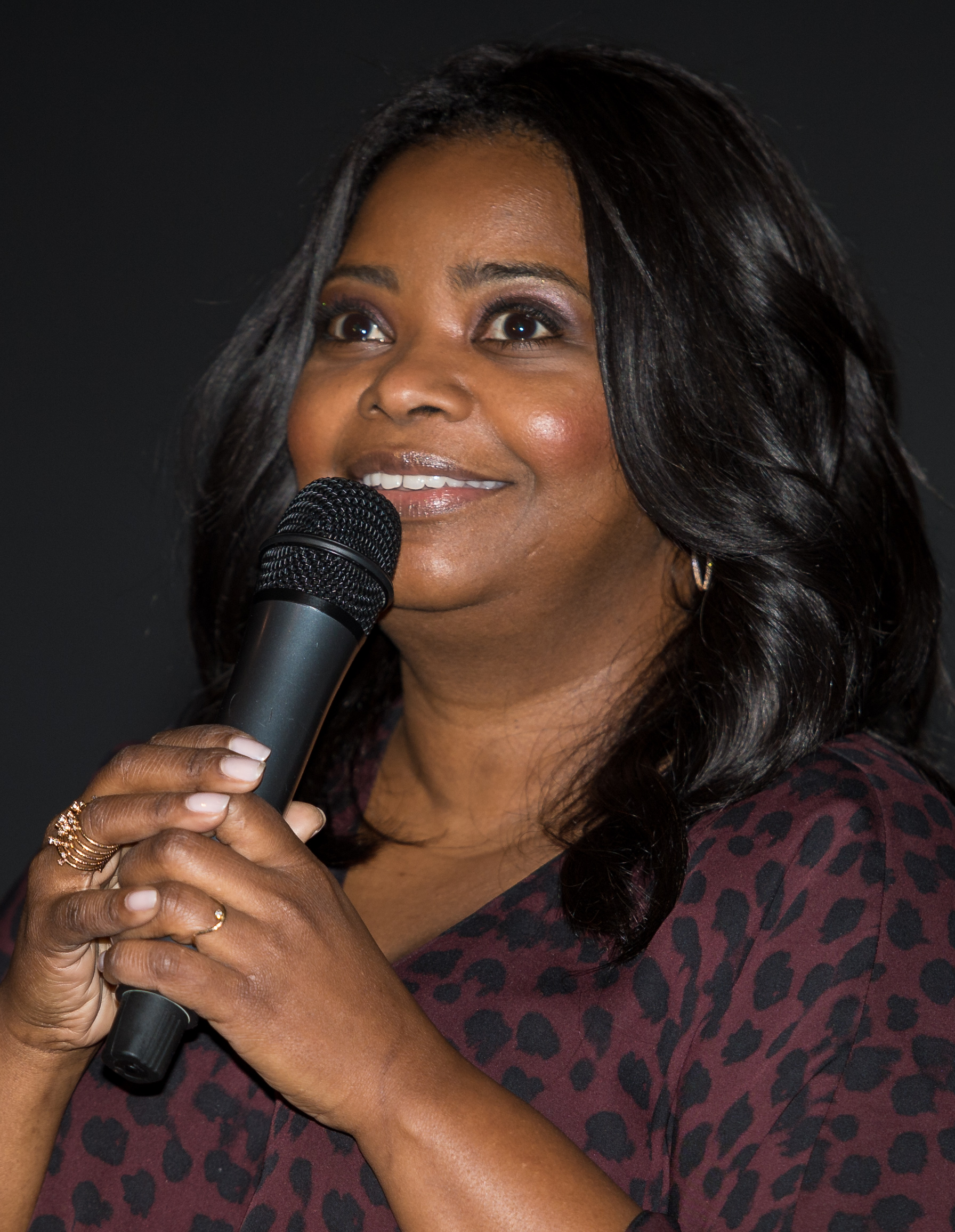
Octavia Spencer alla anteprima de Il diritto di contare (2016)

### Il successo
Octavia Spencer ha raggiunto il successo nel 2011, per la sua interpretazione di Minny Jackson nel film di Tate Taylor The Help, ambientato nell'Alabama degli anni '60, per il quale ha vinto l'Oscar alla miglior attrice non protagonista, il Golden Globe per la migliore attrice non protagonista, il BAFTA alla migliore attrice non protagonista e due Screen Actors Guild Awards (miglior cast, miglior attrice non protagonista).
In seguito, ha ricevuto altre due candidature agli Oscar nella sezione miglior attrice non protagonista per la sua interpretazione di Dorothy Vaughan ne Il diritto di contare (2016) e di Zelda Delilah Fuller ne La forma dell'acqua - The Shape of Water (2017).
Ad oggi, la Spencer è attiva anche in ambito televisivo, tanto che ha preso parte a varie serie televisive importanti tra cui E.R. - Medici in prima linea, NYPD Blue, LAX, Avvocati a New York, ma viene ricordata per il ruolo dell'assistente sociale Costance Grady nella serie Ugly Betty.

## Filmografia

### Attrice

#### Cinema
- Il momento di uccidere (A Time to Kill), regia di Joel Schumacher (1996)
- Un canestro per due (The Sixth Man), regia di Randall Miller (1997)
- Sparkler, regia di Darren Stein (1997)
- Mai stata baciata (Never Been Kissed), regia di Raja Gosnell (1999)
- Da ladro a poliziotto (Blue Streak), regia di Les Mayfield (1999)
- Essere John Malkovich (Being John Malkovich), regia di Spike Jonze (1999)
- Live Virgin, regia di Jean-Pierre Marois (1999)
- Everything Put Together (Tutto sommato) (Everything Put Together), regia di Marc Forster (2000)
- La verità nascosta (Missing Pieces), regia di Carl Schenkel (2000)
- Da che pianeta vieni? (What Planet Are You From?), regia di Mike Nichols (2000)
- Big Mama (Big Momma's House), regia di Raja Gosnell (2000)
- Four Dogs Playng Poker, regia di Paul Rachman (2000)
- The Journeyman, regia di James Crowley (2001)
- Follow the Stars Home, regia di Dick Lowry (2001)
- Spider-Man, regia di Sam Raimi (2002)
- S.W.A.T. - Squadra speciale anticrimine (S.W.A.T.), regia di Clark Johnson (2003)
- Una bionda in carriera (Legally Blonde 2: Red, White & Blonde), regia di Charles Herman-Wurmfeld (2003)
- Babbo bastardo (Bad Santa), regia di Terry Zwigoff (2003)
- Appuntamento da sogno! (Win a Date with Tad Hamilton!), regia di Robert Luketic (2004)
- Breakin' All the Rules, regia di Daniel Taplitz (2004)
- Coach Carter, regia di Thomas Carter (2004)
- Pretty Persuasion, regia di Marcos Siega (2005)
- Miss F.B.I. - Infiltrata speciale (Miss Congeniality 2: Armed and Fabulous), regia di John Pasquin (2005)
- Beauty Shop, regia di Bille Woodruff (2005)
- Pulse, regia di Jim Sonzero (2006)
- The Nines, regia di John August (2007)
- Pretty Ugly People, regia di Tate Taylor (2008)
- Sette anime (Seven Pounds), regia di Gabriele Muccino (2008)
- Amore al primo... Gulp (Love at First Hiccup), regia di Barbara Topsøe-Rothenborg (2009)
- Drag Me to Hell, regia di Sam Raimi (2009)
- Il solista (The Soloist), regia di Joe Wright (2009)
- Halloween II, regia di Rob Zombie (2009)
- Un amore alle corde (Small Town Saturday Night), regia di Ryan Craig (2010)
- A cena con un cretino (Dinner for Schmucks), regia di Jay Roach (2010)
- Peep World, regia di Barry W.Blaustein (2010)
- Le regole della truffa (Flypaper), regia di Rob Minkoff (2011)
- The Help, regia di Tate Taylor (2011)
- Blues for Willadean, regia di Del Shores (2012)
- Smashed, regia di James Ponsoldt (2012)
- Prossima fermata Fruitvale Station (Fruitvale Station), regia di Ryan Coogler (2013)
- Lost on Purpose, regia di Ian Nelms (2013)
- Snowpiercer, regia di Joon-ho Bong (2013)
- Paradise, regia di Diablo Cody (2013)
- Get on Up - La storia di James Brown (Get on Up), regia di Tate Taylor (2014)
- Black or White, regia di Mike Binder (2014)
- The Divergent Series: Insurgent, regia di Robert Schwentke (2015)
- Padri e figlie (Fathers and Daughters), regia di Gabriele Muccino (2015)
- La grande Gilly Hopkins (The Great Gilly Hopkins), regia di Stephen Herek (2015)
- The Divergent Series: Allegiant, regia di Robert Schwentke (2016)
- Babbo bastardo 2 (Bad Santa 2), regia di Mark Waters (2016)
- Il diritto di contare (Hidden Figures), regia di Theodore Melfi (2016)
- Nel mondo libero (The Free World), regia di Jason Lew (2016)
- Gifted - Il dono del talento (Gifted), regia di Marc Webb (2017)
- The Shack, regia di Stuart Hazeldine (2017)
- La forma dell'acqua - The Shape of Water (The Shape of Water), regia di Guillermo del Toro (2017)
- A Kid Like Jake, regia di Silas Howard (2018)
- Instant Family, regia di Sean Anders (2018)
- Ma, regia di Tate Taylor (2019)
- Luce, regia di Julius Onah (2019)
- Le streghe (The Witches), regia di Robert Zemeckis (2020)
- L'incontro (Encounter), regia di Michael Pearce (2021)
- Thunder Force, regia di Ben Falcone (2021)
- Spirited - Magia di Natale (Spirited) regia di Sean Anders (2022)

#### Televisione
- E.R. - Medici in prima linea (ER) – serie TV, 1 episodio (1998)
- X-Files – serie TV, 1 episodio (1999)
- Roswell – serie TV, 1 episodio (1999)
- Chicago Hope – serie TV, 1 episodio (1999)
- City of Angels – serie TV, 5 episodi (2000)
- Malcolm – serie TV, 1 episodio, 2x09 (2000)
- Dharma & Greg – serie TV, 1 episodio, (2001)
- The Chronicle – serie TV, 6 episodi (2001-2002)
- NYPD Blue – serie TV, 2 episodi (2002-2005)
- Medium – serie TV, 1 episodio (2005)
- LAX – serie TV, 6 episodi (2004-2005)
- Ugly Betty – serie TV, 4 episodi (2007)
- Halfway Home – serie TV, 10 episodi (2007)
- The Minor Accomplishments of Jackie Woodman – serie TV, 4 episodi (2006-2007)
- I maghi di Waverly (Wizards of Waverly Place) – serie TV, 2 episodi (2008)
- The Big Bang Theory – serie TV, episodio 2x05 (2008)
- CSI: Scena del crimine (CSI: Crime Scene Investigation) – serie TV, 1 episodio (2008)
- Avvocati a New York (Raising the Bar) – serie TV, 5 episodi (2009)
- Mom – serie TV, 9 episodi (2013-2015)
- Red Band Society – serie TV, 13 episodi (2014-2015)
- Black-ish – serie TV, 1 episodio (2019)
- Truth Be Told – serie TV (2019-in corso)
- Self-made: la vita di Madam C.J. Walker (Self Made: Inspired by the Life of Madam C.J. Walker ), regia di Kasi Lemmons e DeMane Davis – miniserie TV (2020)
- Young Sheldon – serie TV, episodio 7x10 (2024)

### Produttrice
- Prossima fermata Fruitvale Station (Fruitvale Station), regia di Ryan Coogler (2013)
- Green Book, regia di Peter Farrelly (2018)
- Ma, regia di Tate Taylor (2019)

### Doppiatrice
- Percy Jackson e gli dei dell'Olimpo - Il mare dei mostri (Percy Jackson: Sea of Monsters), regia di Thor Freudenthal (2013)
- Zootropolis (Zootopia), regia di Rich Moore e Byron Howard (2016)
- Onward - Oltre la magia (Onward), regia di Dan Scanlon (2020)
- Dolittle, regia di Stephen Gaghan (2020)
- Superintelligence, regia di Ben Falcone (2020)

## Teatro
- The Trials and Tribulations of a Trailer Trash Housewife, libretto e regia di Del Shores, colonna sonora di Joe Patrick Ward, testi di Sharyn Lane. Zephyr Theatre di Los Angeles (2001)

## Riconoscimenti
- Premio Oscar
  - 2012 – Miglior attrice non protagonista per The Help
  - 2017 – Candidatura alla miglior attrice non protagonista per Il diritto di contare
  - 2018 – Candidatura alla miglior attrice non protagonista per La forma dell'acqua - The Shape of Water
- Premio BAFTA
  - 2012 – Miglior attrice non protagonista per The Help
  - 2018 – Candidatura alla miglior attrice non protagonista per La forma dell'acqua – The Shape of Water
- Golden Globe
  - 2012 – Miglior attrice non protagonista per The Help
  - 2017 – Candidatura alla miglior attrice non protagonista per Il diritto di contare
  - 2018 – Candidatura alla miglior attrice non protagonista per La forma dell'acqua – The Shape of Water
- Screen Actors Guild Awards
  - 2012 – Miglior cast cinematografico per The Help
  - 2012 – Miglior attrice non protagonista cinematografica per The Help
  - 2017 – Miglior cast cinematografico per Il diritto di contare
  - 2017 – Candidatura alla miglior attrice non protagonista cinematografica per Il diritto di contare

## Doppiatrici italiane
Nelle versioni in italiano dei suoi lavori, Octavia Spencer è stata doppiata da:
- Francesca Guadagno in The Help, Snowpiercer, Red Band Society, Babbo bastardo 2, Instant Family, Luce, Truth Be Told, Self-Made: La vita di Madam C. J. Walker, Spirited - Magia di Natale[6], Young Sheldon
- Patrizia Burul in A cena con un cretino, Mom, The Divergent Series: Insurgent, The Divergent Series: Allegiant
- Cinzia De Carolis ne La forma dell'acqua - The Shape of Water, Ma, Le streghe
- Alessandra Korompay in Black or White, La grande Gilly Hopkins, Nel mondo libero
- Antonella Giannini in X-Files, The Chronicle
- Alessandra Cassioli in Gifted - Il dono del talento, Thunder Force
- Tiziana Avarista in Spider-Man
- Paila Pavese in Babbo bastardo
- Mirta Pepe in Ugly Betty
- Anna Rita Pasanisi ne I maghi di Waverly
- Ludovica Modugno ne Il solista
- Irene Di Valmo in Halloween II
- Emanuela Baroni in Prossima fermata Fruitvale Station
- Barbara Castracane in Get on Up - La storia di James Brown
- Alessandra Costanzo in Padri e figlie
- Rossella Acerbo ne Il diritto di contare

Da doppiatrice è sostituita da:
- Giò Giò Rapattoni in Percy Jackson e gli Dei dell'Olimpo - Il mare dei mostri
- Alessandra Korompay in Zootropolis
- Francesca Guadagno in Onward - Oltre la magia
- Rossella Acerbo in Dolittle